# Reglement op de Militaire Willems-Orde
In het Reglement op de Militaire Willems-Orde worden aanwijzingen gegeven over voordracht, benoeming en uitreiking van de Militaire Willems-Orde.
De Wet op de Militaire Willems-Orde zoals vastgelegd in de "Wet tot herziening van de Wet van 30 april 1815 Nr 5 (Staatsblad Nr 33), houdende instelling van de Militaire Willems-Orde" geeft de ook nu nog geldende algemene regels voor het bestuur van de Militaire Willems-Orde. De wet werd gearresteerd bij besluit van Hare Majesteit de Koningin in dato 30 april 1940. Door het uitbreken van de oorlog kon de wet niet in de Staatscourant worden gepubliceerd. De wet geeft de Koning bevoegdheid (een derogatoire bevoedheid) om nadere regels te stellen. Deze regels  mogen uiteraard niet in strijd zijn met de hogere regeling.
In het Reglement wordt het Kapittel der Militaire Willems-Orde regels gesteld over de wijze waarop zij bijeenkomen en overleggen. Het reglement stelt onder andere regels vast voor:
- voordracht
- verhoor van getuigen
- verklaringen onder ede
- bezoldiging of vacatiegelden van het Kapittel
- registers
- ceremonieel bij het uitreiken van het ordeteken aan militairen
- de ridderslag of accolade
- de soldij
- het eerbetoon aan Ridders in de Militaire Willems-Orde
- het ceremonieel bij de teraardebestelling van Ridders in de Militaire Willems-Orde
- schorsing van de bevoegdheid tot het dragen van het ordeteken en ontslag uit de Orde na een veroordeling